# Opfertshofen
Opfertshofen é uma comuna da Suíça, no Cantão Schaffhausen, com cerca de 145 habitantes. Estende-se por uma área de 2,1 km², de densidade populacional de 69 hab/km². Confina com as seguintes comunas: Altdorf, Bibern, Büttenhardt, Hofen, Lohn, Tengen (DE - BW).
A língua oficial nesta comuna é o Alemão.